# 北野廃寺跡

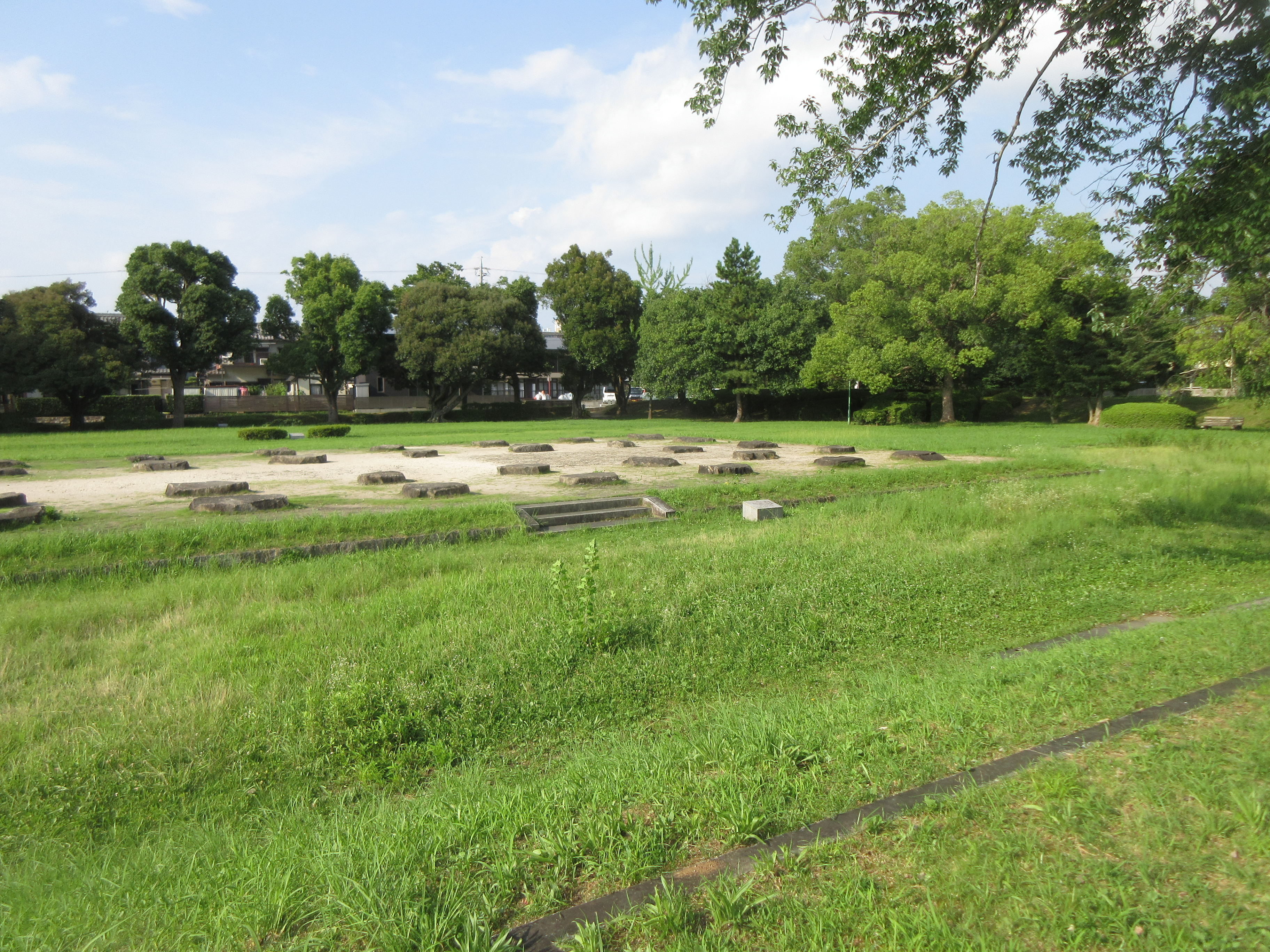
北野公園の中にある北野廃寺跡

北野廃寺跡（きたのはいじあと）は、愛知県岡崎市北野町にある飛鳥時代に建立された寺院跡である。国の史跡に指定されている。

## 概要
矢作川中流右岸に広がる碧海台地の南東縁に立地する。物部氏氏寺とされる。創建の時期は飛鳥時代前期（7世紀）、廃絶は平安時代中期（10世紀後半）と推定され、真福寺などと並び、三河最古の古代寺院の1つと考えられる。境内は、東西126.5メートル、南北140メートルにおよぶ。
1929年（昭和4年）に国の史跡に指定された。1964年（昭和39年）の発掘調査と、1977年（昭和52年）の史跡公園整備に伴う調査により、塔・金堂・講堂の基壇と廻廊跡の一部および寺地の四方を画する土塁が検出された。中門・南大門・僧房跡は基壇が削平されていたため、その位置を推定するにとどまったが、堂塔の配置は南面する四天王寺式伽藍配置と確認された。1979年（昭和54年）3月28日、史跡公園として「北野公園」が開設された。
塔跡は基壇が削平され心礎以外の礎石はすべて失われていたが、基壇地覆石の抜き取り跡から一辺11.35メートルと推定される。また、半地下式に据えられた心礎に刳り込まれた柱座径から、法隆寺五重塔に近い規模と推定されている。金堂基壇は東西15.3メートル、南北13.2メートルで塔の規模に対してやや小規模である。講堂跡は基壇の東西30.15メートル、南北16.25メートルで、礎石および抜き取り穴の位置から建物平面は桁行8間、梁間4間である。しかし、講堂跡の中心線は塔・金堂の中心を結ぶ伽藍中軸線よりも一間分西へずれている。
出土した遺物は瓦・瓦塔・塼仏・磬形垂飾・鉄釘などと、須恵器・灰釉陶器・彩釉陶器などがある。鐙瓦の瓦当紋はこの地域でしか見られない高句麗の影響を強く受けたものであり、畿内とは別の経路で造寺技術が移入された可能性を示している。青銅製磬形垂飾は、本寺の他には正倉院でのみ確認されている珍しいものである。豊田市の舞木廃寺や、安城市の寺領廃寺や別郷廃寺からは、北野廃寺で出土したものと同様の六弁蓮華文瓦が出土しており、何らかの関係性があったことが考えられる。出土品は現在、岡崎市美術博物館に収蔵されている。

## 交通アクセス
- 愛知環状鉄道・愛知環状鉄道線「北野桝塚駅」から徒歩で約10分。
- 名鉄バス「北野」バス停から徒歩で約5分。